# William Pinckney
William Pinckney (Dale, 1915 - Beaufort, 1976) fue un militar estadounidense condecorado durante la Segunda Guerra Mundial.

## Biografía
Nacido en Dale (Carolina del Sur) en 1915, fue cabo primero cocinero de la Armada de los Estados Unidos. Asignado al portaaviones USS Enterprise, tuvo un comportamiento destacado durante la batalla de las islas Santa Cruz de 1942. El 26 de octubre de ese año, su buque sufrió una explosión que dejó varios muertos y heridos; Pinckney cargó un compañero inconsciente a la cubierta superior salvándole la vida. Por su acción, fue condecorado con la Cruz de la Armada y el Corazón Púrpura. Murió en 1976 en Beaufort (Carolina del Sur).

## Homenaje
La Armada bautizó al 21.º destructor de la clase Arleigh Burke USS Pinckney, botado en 2002.